# Calypso II
La Calypso II est un projet de navire océanographique de l'Équipe Cousteau.
Ce bateau était censé remplacer la Calypso mais n'a jamais été construit. Le projet a en effet été stoppé à la mort du commandant Cousteau en 1997, en raison de son coût estimé à 300 millions de francs (47,5 millions d'euros).

## Caractéristiques prévues
La Calypso II était prévue pour être équipée des dernières avancées technologiques.
La propulsion devait être assurée par une Turbovoile ainsi qu'un moteur actionnant  des propulseurs Voith-Schneider plutôt que les traditionnelles hélices. Pour réduire la consommation d'énergie, le navire devait être équipé de panneaux solaires.
Côté équipements de recherche, le navire devait intégrer à son bord plusieurs laboratoires ainsi qu'un laboratoire mobile avec son antenne de communication satellite. La Calypso II devait également accueillir un hélicoptère ou un petit hydravion, des soucoupes plongeantes, une grue articulée à l'arrière du bateau et plusieurs canots pneumatiques.

## État du projet
Plus de 10 ans après le décès du commandant, l'Équipe Cousteau a tenté de relancer le projet mais a dû y renoncer faute de contrats d'exploration, d'observation ou de tournages pour rentabiliser le navire.